# Nagroda IIFA za Najlepszy Debiut
Nagroda IIFA za Najlepszy Debiut - laureaci nominowani przez znakomitości kina bollywoodzkiego w Indiach wybierani są drogą internetowa przez widzów. Nagrody są wręczane na uroczystości poza granicami Indii. Czterokrotnym laureatą jest
| Rok  | Film                                 | Aktor/ka                    |
| ---- | ------------------------------------ | --------------------------- |
| 2000 | bez nagrody                          | bez nagrody                 |
| 2001 | Kaho Naa... Pyaar Hai                | Hrithik Roshan              |
| 2002 | bez nagrody                          | bez nagrody                 |
| 2003 | bez nagrody                          | bez nagrody                 |
| 2004 | bez nagrody                          | bez nagrody                 |
| 2005 | Taarzan iSocha Na Tha                | Ayesha Takia                |
| 2006 | Parineeta i Hazaaron Khwaishein Aisi | Vidya Balan i Shiney Ahuja  |
| 2007 | 36 China Town i Gangster             | Upen Patel i Kangana Ranaut |